# Trung Sa Đảo Tiêu

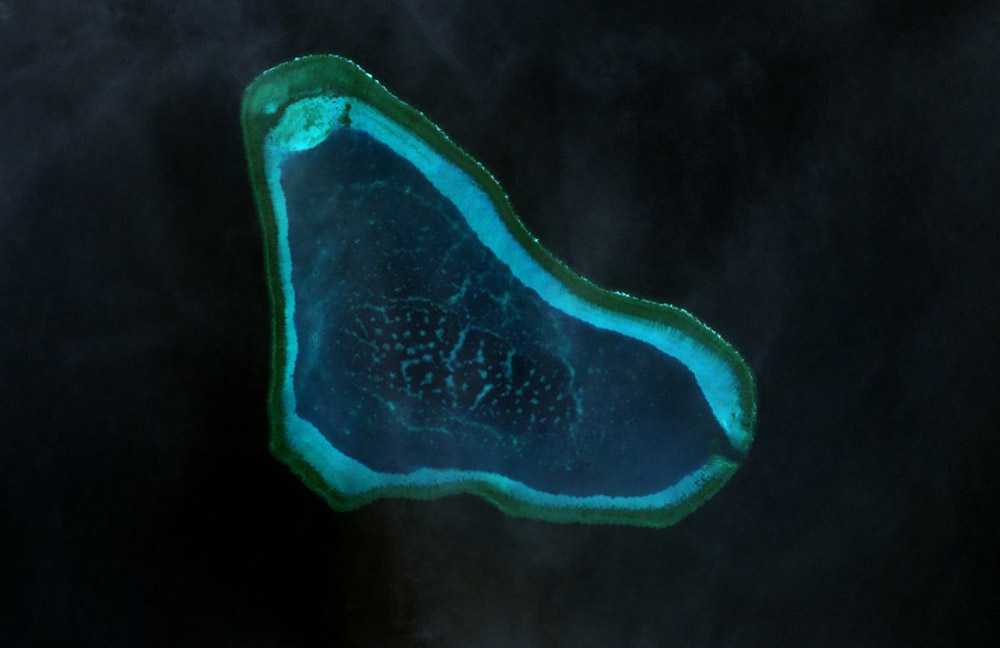
Đảo Hoàng Nham

Trung Sa Đảo Tiêu (tiếng Trung: 中沙岛礁虛擬鎮, bính âm: Zhōngshā Dǎojiāo Xūnǐzhèn) là một hư nghĩ trấn (tương đương cấp thôn, tổ dân phố ở Việt Nam) thuộc quận Tây Sa, thành phố Tam Sa, tỉnh Hải Nam, Trung Quốc. Đơn vị cư dân này có mã phân chia hành chính ban đầu là 469039 và mã phân chia hành chính hiện tại là 460323.
Khu vực của hư nghĩ trấn gồm toàn bộ các đảo, đá của quần đảo Trung Sa. Trụ sở của hư nghĩ trấn Trung Sa Đảo Tiêu nằm trên đảo Hoàng Nham (bãi cạn Scarborough theo cách gọi của Trung Quốc).
Hư nghĩ trấn Trung Sa Đảo Tiêu không có dân cư sinh sống thường xuyên và lâu dài, vì phần đất nổi thuộc đảo Hoàng Nham là quá nhỏ.

## Phân khu hành chính
Hư nghĩ trấn Trung Sa Đảo Tiêu thuộc thẩm quyền của Ủy ban Cư dân Quần đảo Trung Sa, với đảo Hoàng Nham là trụ sở của chính quyền hư nghĩ trấn.